# L'Autre Rive (film, 2022)
Vous pouvez aider à l'améliorer ou bien discuter des problèmes sur sa page de discussion.
- Il ne s’appuie pas, ou pas assez, sur des sources secondaires ou tertiaires. (Marqué depuis octobre 2022)
- Son texte doit être wikifié : il ne correspond pas à la mise en forme Wikipédia (style, typographie, liens internes, liens entre les wikis, etc.). (Marqué depuis octobre 2022)

- Archive Wikiwix
- Bing
- Cairn
- DuckDuckGo
- E. Universalis
- Gallica
- Google
- G. Books
- G. News
- G. Scholar
- Persée
- Qwant
- (zh) Baidu
- (ru) Yandex
- (wd) trouver des œuvres sur Wikidata

Pour les articles homonymes, voir L'Autre Rive.
Pour plus de détails, voir Fiche technique et Distribution.
L'Autre Rive (A Shore Away,) est un film dramatique québécois réalisé par Gaëlle Graton et sorti en 2022,,.
Il met en vedette Judith Baribeau, Rosalie Fortier et Olivier Aubin. Il est présenté en première mondiale le 25 mars 2022 au Festival Regard à Saguenay. L'autre rive y remporte le prix du public de la compétition parallèle.
En développement, Gaëlle Graton reçoit le soutien de l'organisme de soutien aux cinéastes indépendants Main Film.
Le 1er août 2022, dans le cadre des Fantastiques Weekend du Cinéma Québécois du Fantasia International Film Festival, L'autre rive remporte trois prix : Meilleure Réalisation Émergente (Gaëlle Graton), Meilleure actrice (Judith Baribeau, ex æquo), Meilleure actrice (Rosalie Fortier, ex æquo).
À la suite de sa présentation au Cinéfest Sudbury International Film Festival (en), Gaëlle Graton reçoit le prix de la Meilleure cinéaste émergente canadienne en court métrage (Outstanding Emerging Canadian Short Filmmaker). Elle est également récompensée du Prix du Meilleur scénario au Festival du film court francophone Un poing c'est court.

## Synopsis
Nouvellement employée dans un refuge d'urgence pour personnes en situation d'itinérance, Geneviève est ébranlée d'y croiser une jeune femme qu'elle croyait avoir réussi à réinsérer alors qu'elle était sa travailleuse sociale.
L'autre rive fut tourné en 2021 dans un vrai refuge d’urgence pour personnes en situation d’itinérance du quartier Hochelaga-Maisonneuve à Montréal.

## Fiche technique
- Titre original : L'Autre Rive
- Titre anglais : A Shore Away
- Réalisation et scénario : Gaëlle Graton
- Photographie : Charlie Laigneau
- Costumes : Tiger Perry
- Direction artistique : Chloé Sirois
- Montage : Sophie Guérin
- Son : Jacob Marcoux
- Musique : Paloma Daris-Bécotte
- Production : Gaëlle Graton
- Société de distribution : Welcome Aboard[11]
- Pays de production :  Canada
- Langue originale : français
- Format : couleur — numérique
- Genre : drame social
- Durée : 17 minutes

## Distribution
- Judith Baribeau : Geneviève
- Rosalie Fortier : Camile
- Olivier Aubin :  M. Sinclair
- Shakty Curbelo-Torrejon : Laurie
- Andréanne Graton : Cantinière #1
- Audrey-Ann Tremblay : Cantinière #2

## Festivals
Le film est présenté en première mondiale au Festival Regard le 25 mars 2022 et remporte le prix du public de la compétition parallèle. 
L'Autre rive (A Shore Away) se retrouve en 13e position dans le palmarès de Close-Up Culture des 50 Best Short Films Of 2022.